# Sidi Medjahed
Sidi Medjahed est une commune de la wilaya de Tlemcen en Algérie.

## Géographie

### Situation
Le territoire de la commune de Sidi Medjahed est situé centre-ouest de la wilaya de Tlemcen. Son chef-lieu est situé à environ 31 km à vol d'oiseau au sud-ouest de Tlemcen.
| Maghnia       | Bouhlou       | Bouhlou     |
| Beni Boussaïd | Sidi Medjahed | Bouhlou     |
| Beni Snous    | Beni Snous    | Beni Bahdel |

### Localités de la commune
En 1984, la commune de Sidi Medjahed est constituée à partir des localités suivantes :
- Sidi Medjahed
- Sidi Yahia
- El Kef
- Zaouia Tghalimet Boussedra
- Aïn Ghalimet
- Ouled Mehdi
- Gueraba
- Ouled Mouna
- Maïssa
- Tazaghnine